# Isla Oroluk
La isla Oroluk es uno de los islotes del atolón de Oroluk,  que es parte del Estado de Pohnpei, en los Estados Federados de Micronesia. Oroluk está deshabitada y tiene una superficie aproximada de 0,13 km². Estuvo habitada anteriormente, siendo las industrias principales la agricultura y la pesca.

## Historia
El atolón de Oroluk fue descubierto en 1565 por el navegante español Alonso de Arellano, al mando del patache San Lucas, quien lo cartografió como Mira Cómo Vas. Fue visitado más tarde, el 7 de abril de 1773, por el oficial español Felipe Tompson, quien lo cartografió como Bajo Triste , debido a su «aspecto horrible» en sus propias palabras. La isla Oroluk fue cartografiada por Tompson como San Agustín.